# Daniel Krman

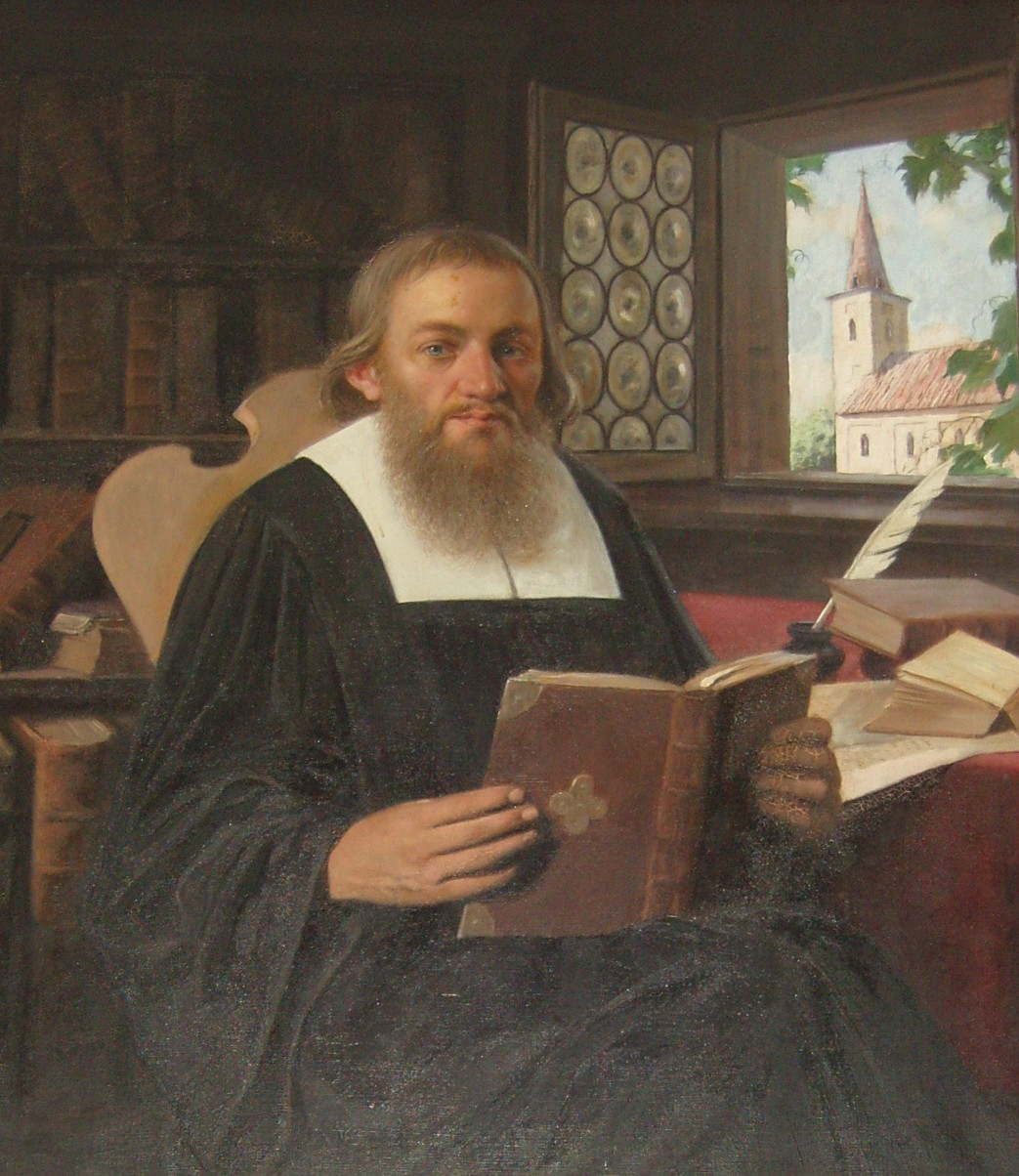
Daniel Krman

Daniel Krman, född 28 augusti 1663 i Omšenie, död 23 september 1740 i Bratislava, var en slovakisk präst och författare.
Krman var superintendent för lutherska kyrkan i det slovakiska Ungern. Han uppsökte Karl XII 1708 i Mahiljoŭ för att få understöd åt de förtryckta protestanterna i Ungern och medföljde svenska huvudkvarteret till Bender. 
Förutom många religiösa skrifter på slaviska och latin, utgav Krman 1722 en ny förbättrad upplaga av Bibeln enligt 1613 års tjeckiska översättning. Hans iakttagelser under fälttåget i Ukraina föreligger i en i Wiens hovbibliotek bevarad latinsk handskrift Historia ablegationis Dni superintendentis Danielis Krmann et Dni Samuelis Pohorszky ad regem Sueciæ Carolum XII (utgiven 1904 av Ungerska vetenskapsakademien i "Monumenta Hungariæ historica", band 23.